# 페그 라 센트라
페그 라 센트라(Peg LaCentra, 1910년 4월 10일 ~ 1996년 6월 1일)는 미국의 가수, 배우, 텔레비전 배우, 영화배우이다.
보스턴에서 태어났으며 로스앤젤레스에서 사망하였다.

## 영화
- 아다 (1961년)
- 스매쉬업 (1947년)
- 유머레스크 (1946년)